# Bulletin scientifique Académie Imperiale des Sciences de Saint-Pétersbourg
Bulletin scientifique publié par l'Académie impériale des sciences de Saint-Pétersbourg (с фр. — «Научный вестник Императорской Академии наук Санкт-Петербурга») — академический не регулярно издаваемый сборник научных трудов по широкому кругу вопросов естествознания. 
Публиковался Императорской Академией в формате журнала на французском и немецком языках, издавался в Лейпциге и Санкт-Петербурге c 1836 по 1842 годы, всего было выпущено 10 томов, в каждом по 24 выпуска. Инициатором выпуска издания был непременный секретарь Академии П. Н. Фусс.
Печатались статьи по математике, физике, химии, географии, астрономии, геодезии, статистике и другим отраслям знаний, включая ботанические описания растений. 
Как приложения выпускались отчёты о присуждении Демидовских премий.
Считается первым (Сер. 1) в хронологической серии изданий, объединяемых с завершающим серию изданием — «Известия Императорской Академии Наук».
Другие источники возводят «Известия» к более раннему академическому изданию Commentarii Academiae Scientiarum Imperialis Petropolitanae (1726—1751)
Был сменён второй серией (Сер. 2), выходившей в двух подсериях:
- Bulletin de la Classe Physico-Mathématique de l'Académie Impériale des Sciences de Saint-Pétersbourg, издававлось с 1843 по 1859 годы
- Bulletin de la Classe historico-philologique de l'Académie impériale des sciences de St.-Pétersbourg, издававлось с 1844 по 1859 годы[2]

Для ссылок на публикации этого издания принято стандартное сокращение: Bull. Sci. Acad. Imp. Sci. Saint-Pétersbourg
Другие варианты сокращения: Bull.scient.Acad.imp.Sci.St.Petersb., Bull. sci. publ. Acad. imp. sci. St.-Pétersbg.